# Konståret 1995

## Händelser

### Mars
- 4 mars – Svenska pressfototävlingen "Årets bild" avgörs.[1]
- 7 mars – Svensken Lars Nittve utses till ny chef för danska konstmuseet Louisiana.[1]

### Maj
- 9 maj – Intendent Bo Nilsson utses till ny chef för konstmuseet Rooseum i Malmö.[1]
- 22 maj – Benny Andersson ropar in fyra akvareller av Elsa Beskow för totalt 1 740 000 svenska kronor.[1]

### Juni
- 22 juni – Riksdagshuset i Berlin kläs in i tyg, på initiativ av amerikanske konstnären Javacheff Christo.[1]

### Okänt datum
- Utställningsverksamheten Avesta Art inleds.
- Österlenskolan för konst och design grundades i Simrishamn.
- Konsthögskolan i Malmö inrättas.

### Priser och utmärkelser
- Prins Eugen-medaljen tilldelas Torsten Andersson, målare, Bertil Vallien, glaskonstnär, Roj Friberg, tecknare, Alev Siesby, dansk konsthantverkare, Kirsti Rantanen, finländsk konsthantverkare, och Bård Breivik, norsk skulptör.
- Damien Hirst tilldelas Turnerpriset.

## Verk
- Lucian Freud – Benefits Supervisor Sleeping
- Eduardo Paolozzi – Newton

## Utställningar
- Young British Artists – Brilliant!

## Avlidna
- 27 januari – Barbro Östlihn Fahlström (född 1930), svensk konstnär.
- 25 februari – Rudolf Hausner (född 1914), österrikisk konstnär.
- 31 maj – Karl-Erik Forsberg (född 1914), svensk grafisk formgivare, typograf, kalligraf och målare.
- 31 augusti – Willie Weberg (född 1910), svensk konstnär.
- 15 september – Rien Poortvliet (född 1932), nederländsk konstnär.
- 3 november – Stig Alyhr (född 1919), svensk konstnär.
- 22 november – Elinborg Lützen (född 1919), färöisk grafiker.
- 7 december – Christer Schmiterlöw (född 1926), svensk konstnär.
- 26 december – Gocken Jobs (född 1914), svensk keramiker och textilkonstnär.

### Fotnoter
1. 1 2 3 4 5   Horisont 1995. Bertmarks